# 村上勇
村上 勇（むらかみ いさむ、1902年4月7日 - 1991年1月28日）は、日本の政治家。自由民主党衆議院議員。
元参議院議員の村上春蔵は実弟。長男の禎は豊和工業の会長、二男の宏はフジテレビスポーツ部長を務めた。

## 来歴・人物
大分県南海部郡大入島村（現・佐伯市 大入島）に、土建業「村上組」を経営していた村上袈裟松の長男として生まれる。1918年早稲田工手学校（現・早稲田大学芸術学校）を卒業後、飛島組（現・飛島建設）を経て、1944年、村上組の後身「大和土建」社長となる。
1946年の第22回衆議院議員総選挙で日本自由党公認候補として旧大分1区から出馬し当選、以後当選14回（当選同期に小坂善太郎・二階堂進・江﨑真澄・小沢佐重喜・石井光次郎・坂田道太・川崎秀二・井出一太郎・早川崇など）。党内派閥では大野伴睦派に所属する。政界入り当初は、大野に対しては良い印象は持っていなかったが、ある新聞記者が強引に大野に引き合わせたことを契機に意気投合し、昭和電工事件で大野が投獄されると神田博とともに慰めに出向き、また訴訟費用の工面などもしたようである。律儀で地道に仕事に取り組む姿勢を大野に見込まれ、第3次鳩山一郎内閣で郵政大臣、第2次岸改造内閣で建設大臣と陽の当たる道を歩んだ。
1955年には保守合同（自由民主党結党）に参加。
1964年に大野が亡くなると入閣候補の推薦を巡って派内が紛糾し、先輩の船田中、当選同期の水田三喜男らと袂を分かつ形で一陽会（村上派）を旗揚げ。1971年、旧大野派（睦政会）の合同を掲げて、中川一郎らを引き連れて船田派を離脱した水田派に村上派が合流する形で、水田に派閥を譲った。1974年に三木内閣で2度目の郵政大臣を務める。1977年10月、同年4月に死去した賀屋興宣の後を受けて日本遺族会会長（第5代）にも就任した。
1979年の第35回衆議院議員総選挙で落選したが、1980年の第36回衆議院議員総選挙では、78歳の高齢ながらトップで返り咲いた。1983年に引退し、その地盤は衛藤征士郎に引き継がれた。1991年1月28日死去。享年88。

## 初期の村上派メンバー
（出典：朝日新聞政治部編『政党と派閥』（朝日新聞社、1968年）
- 稲村左近四郎
- 大野明
- 神田博
- 佐藤文生
- 田村元
- 徳安実蔵
- 原田憲
- 福田篤泰
- 三原朝雄

## エピソード
大野派分裂の際、当時読売新聞の政治部記者で、大野伴睦に食い込んでいた渡邉恒雄は村上を嫌っていたため、後援企業に村上派への政治献金を取り止め、船田派に一本化するよう要請する挨拶状に差出人として名を連ねた。これにより資金パイプがますます細り、一定の効果はあったようである。

## 著作
- 『激動三十五年の回想』村上勇事務所、1984年。

| 議会                     | 議会                                                    | 議会                   |
| ------------------------ | ------------------------------------------------------- | ---------------------- |
| 先代 早稲田柳右衛門      | 衆議院懲罰委員長 1973年 - 1974年                        | 次代 島村一郎          |
| 先代 有田二郎            | 衆議院人事委員長 1953年                                 | 次代 川島正次郎        |
| 公職                     |                                                         |                        |
| 先代 鹿島俊雄 松田竹千代 | 郵政大臣 第35代：1974年 - 1976年 第8代：1955年 - 1956年 | 次代 福田篤泰 石橋湛山 |
| 先代 遠藤三郎            | 建設大臣 第18代：1959年 - 1960年                        | 次代 橋本登美三郎      |
| 先代 山口喜久一郎        | 北海道開発庁長官 第17代：1959年 - 1960年                | 次代 西川甚五郎        |
| 党職                     |                                                         |                        |
| 先代 倉石忠雄            | 自由民主党国会対策委員長 第3代：1957年 - 1959年         | 次代 福永健司          |